# Brookings (Dakota del Sud)
Brookings è una città e il capoluogo dell'omonima contea nello Stato del Dakota del Sud, negli Stati Uniti. Aveva una popolazione di 23 377 abitanti al censimento del 2020, rendendola la quarta città più popolosa dello Stato.
Ha sede l'Università statale del Dakota del Sud, il più importante centro di istruzione statale. Sempre a Brookings hanno sede il South Dakota Art Museum, il Children's Museum of South Dakota e, annualmente, il Brookings Summer Arts Festival, nonché sede di aziende manifatturiere e agricole.

## Geografia fisica
Secondo l'Ufficio del censimento degli Stati Uniti, ha una superficie totale di 13,04 mi² (33,77 km²).

## Storia
La contea e la città prendono il nome da Wilmot Brookings, uno dei pionieri ad abitare nel Dakota del Sud. Brookings è stata fondata nel giugno del 1857, nell'allora Territorio del Dakota. Prima di allora, nella zona vivevano gruppi di nativi americani.

## Società

### Evoluzione demografica
Secondo il censimento del 2020, la popolazione era di 23 377 abitanti.